# Contea di Buncombe
La contea di Buncombe, in inglese Buncombe County, è una contea dello Stato della Carolina del Nord, negli Stati Uniti. La popolazione al censimento del 2000 era di 206 330 abitanti. Il capoluogo di contea è Asheville.

## Storia
La contea di Buncombe fu costituita nel 1791.

## Geografia antropica

### Città
- Asheville

### Town
- Biltmore Forest
- Black Mountain
- Montreat
- Weaverville
- Woodfin

### Census-designated place
- Avery Creek
- Bent Creek
- Fairview
- Royal Pines
- Swannanoa